# Corps d'Afrique
Pendant la guerre de Sécession, les Corps d'Afrique sont une formation militaire Nordiste recrutée parmi les Afro-américains de Louisiane.

## Formation

### Sous la Confédération
Au début de la guerre de Sécession vivaient à La Nouvelle-Orléans, la plus grande ville du Sud, environ 10 000 gens de couleur libres (Noirs ou plus souvent métis), libres et francophones, qui appartenaient à une classe sociale de petits propriétaires (parfois possesseurs d'esclaves) intermédiaire entre les grands propriétaires blancs et la classe pauvre formée de "petits blancs" et d'esclaves.
Ces Noirs libres, voulant exprimer l'originalité de leur classe sociale et leur solidarité avec le gouvernement de la Confédération (le gouverneur Thomas Overton Moore avait appelé aux armes) se formèrent en régiments de milice, comme les Baton Rouge Guards (sous le capitaine Henri Favrot), les Augustin Guards et les Monet's Guards de Natchitoches (sous le Dr Jean Burdin), et la Pointe Coupée Parish Light Infantry (sous le capitaine Ferdinand Claiborne). Les milices de Nachitoches ne furent utilisées que pour rendre les honneurs lors de cérémonies funéraires.
L’une des plus fameuses de ces milices Afro-américaines du Sud fut la 1st Louisiana Native Guard (CSA), qui était composée uniquement de Noirs libres, et qui s’était choisi des officiers of African descent (d’ascendance africaine). Ce régiment réunissait 1 135 hommes équipés à leurs frais, encadrés par des officiers de sang noir et commandés par un blanc, le colonel Felix Labatut.
Les autorités sudistes cantonnent ce régiment dans un rôle de parade et de propagande. Quand elles font défiler les prisonniers nordistes capturés après la première bataille de Bull Run, et que le 1st Louisiana Native Regiment se propose pour les encadrer, le gouverneur leur préfère des gardes blancs, et réserve aux miliciens Noirs les cérémonies funéraires.
Quand le Nord prend possession de La Nouvelle-Orléans, les milices noires se désagrègent.

### Sous l'occupation nordiste
Le 27 avril 1862, la plus grande ville du Sud est occupée par l'armée unioniste. Elle est pratiquement intacte, et sa population, si elle a été éprouvée par un an de blocus, n'a pas été dispersée.
Le gouverneur militaire Benjamin Franklin Butler, démagogue habile, qui prend en charge une mégalopole turbulente et affamée où révolte et épidémies menacent, recrute alors le 1st Louisiana Native Guard. Ce régiment de 1 000 hommes de couleur l'aidera à maintenir l'ordre et sera le symbole du changement politique et social apporté par l'Union.
Dix pour cent seulement des effectifs du nouveau régiment proviennent de l'ancienne Native Guard Confédérée : la plupart des miliciens Gens de couleur libres ont cédé la place aux Noirs anciens esclaves. Le nouveau 1st Louisiana Native Guard est dirigé par des officiers supérieurs blancs et encadré par des capitaines, lieutenants et sous-officiers Afro-américains. En particulier le capitaine André Cailloux, qui était lieutenant de la milice noire confédérée, est nommé à la compagnie E du nouveau régiment.
L'afflux d'esclaves fugitifs voulant s'engager dans l'armée de l'Union oblige par la suite B.F. Butler à créer les 2e et 3e régiments de Native Guards, puis encore d'autres régiments d'Afro-américains.
Butler est remplacé en décembre 1862 par un nouveau gouverneur militaire, Nathaniel Prentice Banks, qui arrive accompagné de George Leonard Andrews, ingénieur militaire et bon organisateur. Banks cherche alors à augmenter le recrutement des troupes de couleur, mais aussi à éliminer les officiers Afro-américains. Il les décourage systématiquement par la discrimination, les refus d'avancement, les affectations systématiques à des corvées, etc. Les officiers du 2nd Native Guard (et parmi eux Pinckney Benton Stewart Pinchback) démissionnent, mais leurs collègues des 1st et 3rd Native Guards résistent au harcèlement..

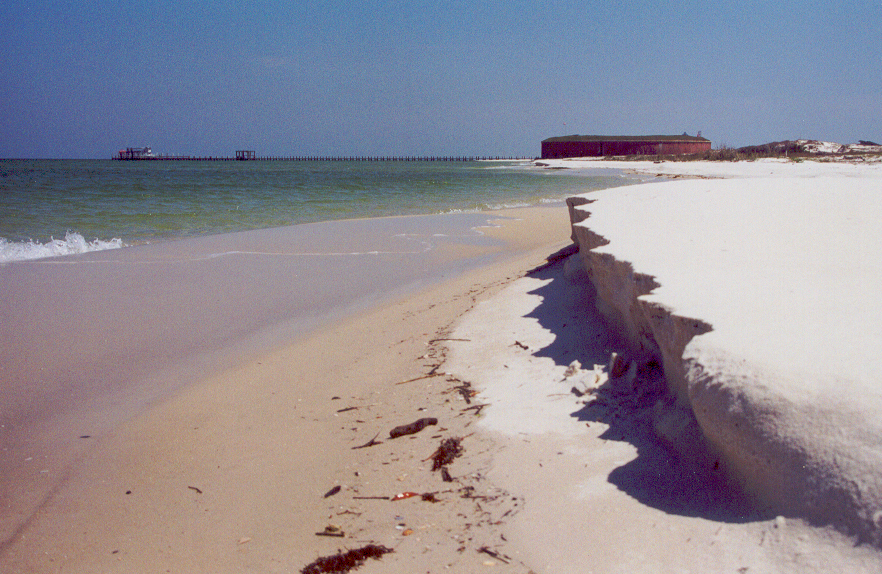
Le Fort Massachusetts (fort de "IIIe système") se dresse sur Ship Island, friable langue de sable où se trouvait pourtant le seul port en eau profonde entre Mobile Bay et l'embouchure du Mississippi. Il servit à garder les Confédérés prisonniers de guerre, et eut le 2nd Regiment Louisiana Native Guards (colonel Nathan W. Daniels) comme garnison. Le navire de guerre unioniste, qui chassait les forceurs de blocus le long de la côte du Golfe, avait son port d'attache à Ship Island.

Pendant le siège de Port Hudson, les Native Guards sont lancés en enfants perdus contre les fortifications sudistes, et le capitaine André Cailloux, du 1st Louisiana Regiment Native Guard Infantry (Compagnie E) se fera tuer héroïquement à la tête de ses hommes lors du premier assaut (27 mai 1863). Banks conviendra alors qu'il y des hommes courageux parmi les soldats Noirs : « Le sévère test auquel ils ont été soumis, et la façon déterminée dont ils ont affronté l'ennemi, ne me laisse aucun doute quant à leurs futurs succès ». Mais quand, courant juin 1863, le colonel sudiste William B. Shelby demande aux Fédéraux une trêve pour enterrer les cadavres putréfiés des Native Guards tombés près d'un mois auparavant juste devant ses casemates, Banks lui fait répondre qu'il n'y a pas de soldats nordistes morts à cet endroit.
La valeur des Afro-américains au combat est cependant devenue évidente, et est largement soulignée au Nord dans les journaux et les milieux abolitionnistes.
En juin 1863, les 1st, 2nd et 3rd Native Guards sont rebaptisés 1st, 2nd, et 3rd Regiment, Corps d'Afrique.

## Composition[15]

### Cavalerie
La cavalerie (1re & 2e Régiments) est composée de blancs (étrangers et hommes nés au Nord).

### Artillerie
L'artillerie est « african descent » (« d'ascendance africaine ») :
- 1st Louisiana Regiment Heavy Artillery (African Descent) (artillerie lourde)
- 1st Louisiana Battery Light Artillery (African Descent) (artillerie légère)
- 2nd Louisiana Battery Light Artillery (African Descent)
- 3rd Louisiana Battery Light Artillery (African Descent)

### Infanterie
.

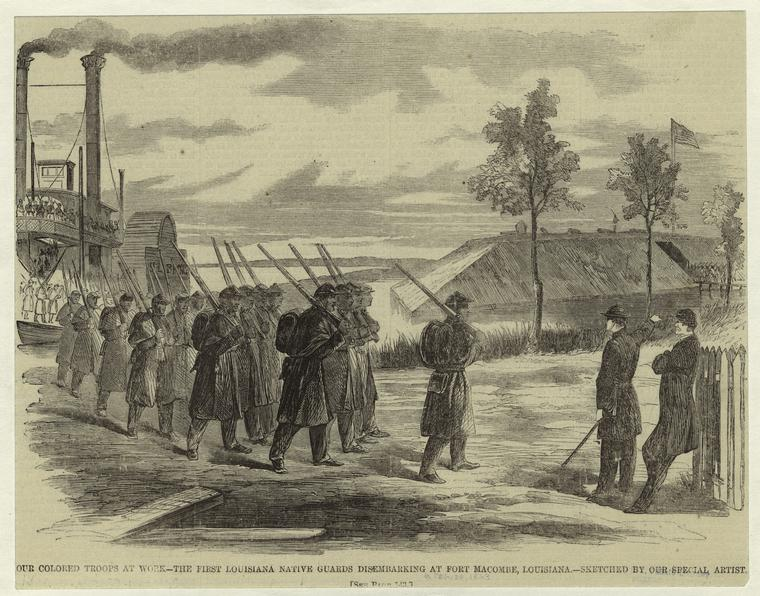
Gravure datée de 1863 :. À proximité de La Nouvelle-Orléans, un vapeur à aubes arrivé par le Détroit des Rigolets débarque, en rangs par 4, une compagnie d'Afro-américains du 1st Louisiana Native Guards. Le jeune officier blanc leur montre la direction, et ils vont prendre leur cantonnement dans les bâtiments du fort Macomb, qui a été repris aux Confédérés en avril 1862

L'infanterie comprend les régiments suivants :
- 1st Louisiana Regiment Infantry. Composé de Noirs (son nom ne l'indique pas), il participera (comme les 1st, 2nd et 3rd Native Guard Regiments) au siège de Port Hudson et à la Campagne de Red River[16].
- 1st Louisiana Regiment Native Guard Infantry : André Cailloux est capitaine de la compagnie E - le colonel est Spencer Stafford, military mayor de La Nouvelle-Orléans sous B.F. Butler[17].
- 2nd Louisiana Regiment Native Guard Infantry. Pinckney Benton Stewart Pinchback, après un bref passage comme capitaine au 1st Native Guard, y est nommé capitaine (compagnie A)[18].
- 3rd Louisiana Regiment Native Guard Infantry
- 4th Louisiana Regiment Native Guard Infantry

Les régiments suivants ont été levés ultérieurement, et sont composés essentiellement d'anciens esclaves (d'où leur dénomination : African Descent, "d'ascendance africaine"), encadrés par des officiers blancs :
- 5th Louisiana Regiment Infantry (African Descent)
- 6th Louisiana Regiment Infantry (African Descent)
- 7th Louisiana Regiment Infantry (African Descent)
- 8th Louisiana Regiment Infantry (African Descent)
- 9th Louisiana Regiment Infantry (African Descent)
- 10th Louisiana Regiment Infantry (African Descent)
- 11th Louisiana Regiment Infantry (African Descent)
- 12th Louisiana Regiment Infantry (African Descent)

Alors que le 1st Louisiana Regiment Infantry et les 1re, 2e et 3e Louisiana Regiment Native Guard Infantry ont participé au siège de Port Hudson et à la Campagne de Red River, les autres régiments Afro-américains de Louisiane ont eu essentiellement un rôle utilitaire : terrassements de fortifications, corvées de sépultures, garde de voies ferrées, occupation de villes conquises (comme Vicksburg, après sa chute en juillet 63).

### Histoire du 10th Louisiana Regiment Infantry (African Descent)

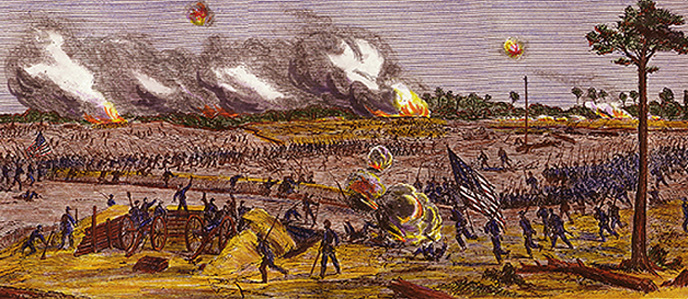
La charge en masse des Unionistes écrase Fort Blakely (Alabama). Gravure parue dans le Harper's Weekly du 27 mai 1865.

L'histoire du 10th Louisiana Regiment Infantry (African Descent) est cependant notable, à la fois pour ses déplacements et pour ses hauts faits : formé à la mi-1863 à Lake Providence et Goodrich Landing (Louisiane), il est stationné à Vicksburg (qui est tombé début juillet 1863), puis participe à l'expédition sur la Yazoo River et capture Yazoo City en février 1864. Renommé 48th Regiment U.S.C.T. le 11 mars 1864, il participe à l'expédition contre Fayette (Mississippi) fin 1864, puis est envoyé à Algiers (en) (Louisiane) en février 1865, puis à Fort Barrancas (Floride).
Fin mars 1865, le régiment reçoit un ordre de marche : il doit revenir d'urgence de Pensacola (Floride) pour se rendre à Blakeley (Alabama).
Il rejoint là l'Army of West Mississippi, où les USCT sont nombreuses, et participe à la bataille de Fort Blakely (2 au 9 avril 1865). Les USCT jouent un rôle décisif dans l'écrasement du fort confédéré, qu'elles submergent sous une charge impeccable.
Après Fort Blakely, le 48th Regiment U.S.C.T. marche jusqu'à Montgomery (Alabama). Il est ensuite envoyé au Texas et garde la frontière le long du Rio Grande jusqu'en janvier 1866, puis est démobilisé.

### Encadrement
Trois officiers blancs nés au Nord ont eu ainsi une influence sur la formation des Corps d'Afrique :
- George Leonard Andrews
- John W. Phelps
- Daniel Ullman[21]. Né en 1810, homme de loi et politicien whig de New York, connu pour être ennemi de William H. Seward (qui est nommé Secretary of State par Abraham Lincoln en 1861), Ullman devient au début de la guerre de Sécession colonel du 78th New York Infantry. Fait prisonnier par les Confédérés lors de la bataille de Cedar Mountain début août 1862, il survit à un séjour de 2 mois dans la terrible Libby Prison, puis est libéré sur parole. Il approche Lincoln et lui recommande de créer des régiments d'Afro-américains. Le président n'est pas alors vraiment enthousiaste, mais il décide en janvier 1863 de nommer D. Ullman brigadier general et de l'envoyer en Louisiane. Ullman y lève 5 régiments Corps d'Afrique.

## Évolution
Début 1864, Nathaniel P. Banks reforme les Corps d'Afrique en U.S.C.T..
En ce qui concerne les anciens 1re, 2e et 3e Louisiana Regiment Native Guard Infantry, ses officiers Noirs survivants ont été poussés à la démission par le harcèlement organisé par la hiérarchie, et leurs hommes ont fui par la désertion la discrimination, les mauvais traitements et les corvées incessantes. Ce qui reste des anciens soldats (une centaine d'hommes) est répartie dans les nouveaux 73e et 74e Régiment U.S.C.T. (United States Colored Troops)